# Hoplopleura hirsuta
Espèce
Hoplopleura hirsuta est une espèce nord-américaine d'anoplures (pou suceur) de la famille des Hoplopleuridae.

## Écologie et comportement
Hoplopleura hirsuta a pour hôte des Sigmodon comme Sigmodon arizonae (en), Sigmodon hispidus (en), Sigmodon ochrognathus et Sigmodon peruanus (en).
Il est l'hôte de la bactérie Bartonella vinsonii (en).